# Languedoc
Pour les articles homonymes, voir Languedoc (homonymie).
Pour l’article ayant un titre homophone, voir Langue d'oc.
1271 – 1790
Entités précédentes :
- Comté de Toulouse

Entités suivantes :
- Ardèche
- Ariège (en partie)
- Aude
- Gard
- Haute-Garonne (en partie)
- Hérault
- Haute-Loire (en partie)
- Lozère
- Tarn-et-Garonne (en partie)
- Tarn
- Pyrénées-Orientales (en partie)

Le Languedoc (prononcé [lɑ̃.g(ə.)dɔk]) est un territoire du Sud de la France traditionnellement divisé en Haut-Languedoc, approximativement compris dans l’ancienne région Midi-Pyrénées, Bas-Languedoc, approximativement compris dans l’ancienne région Languedoc-Roussillon, et Cévennes, correspondant aux départements de l'Ardèche, de la Lozère et en partie de la Haute-Loire.
Le nom de Languedoc provient du nom de la langue parlée au Moyen Âge dans le sud de la France, la langue d'oc, glottonyme qui a ensuite été traduit en latin Linguæ Occitanæ, littéralement « langue occitane ». Le Languedoc fait partie de l’Occitanie culturelle, vaste espace géographique de langue d'oc. Ses habitants sont les Languedociens, son dialecte s'appelle le languedocien.
Le territoire du Languedoc est rattaché au domaine royal au XIIIe siècle à la suite de la croisade contre les albigeois mettant fin au catharisme puis au comté de Toulouse.

## Capitales

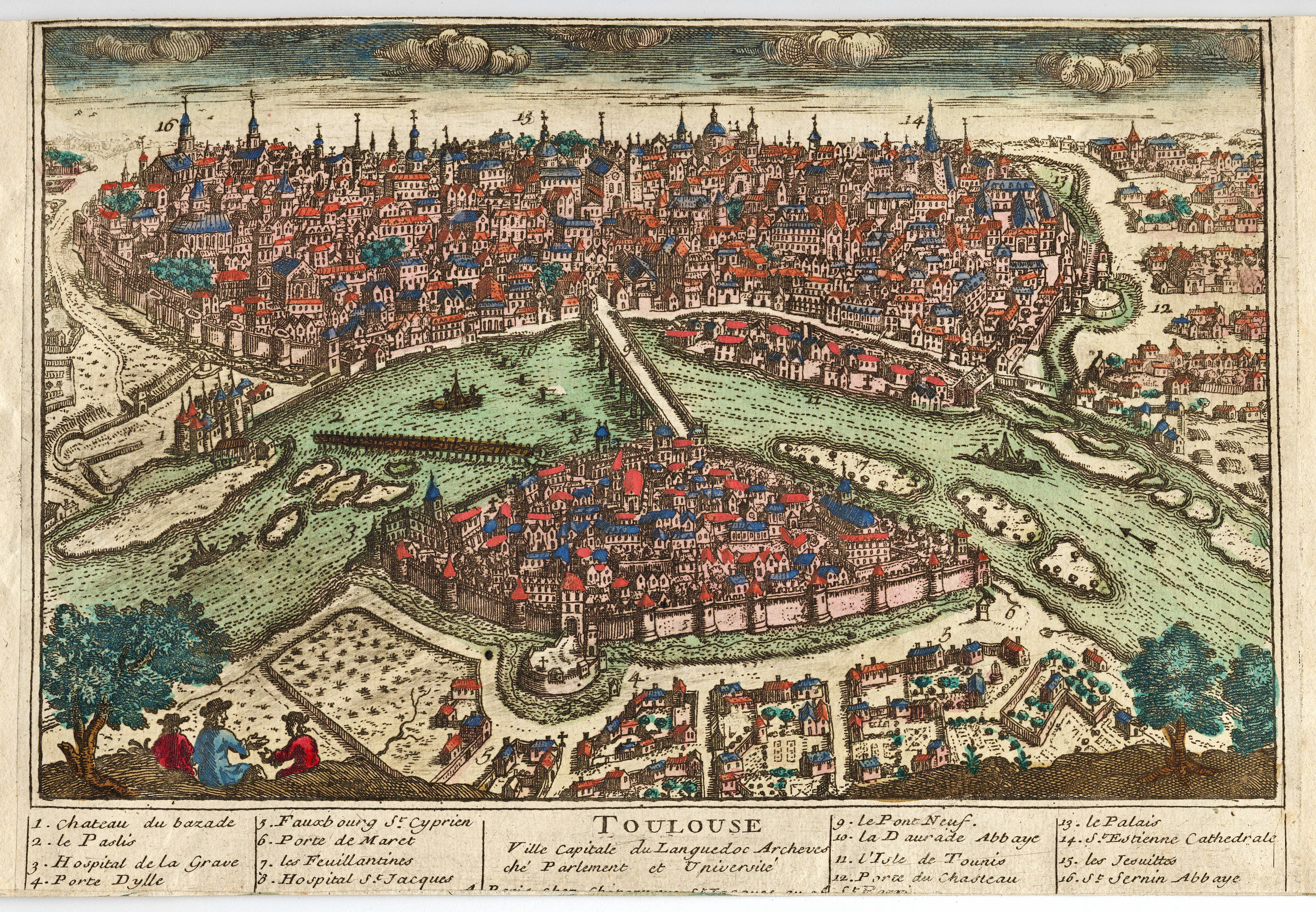
1650 - Toulouse, ville capitale du Languedoc, archevesché, parlement et université.

En tant qu'ancienne capitale du comté de Toulouse et siège d'un parlement qui avait compétence sur les pays de langue d'oc, Toulouse fut souvent considérée comme la « capitale » du Languedoc. Sur les cartes (à la fois anciennes et modernes) montrant les provinces de la France en 1789, elle est toujours marquée comme telle. Cependant le partage complexe des administrations et des juridictions a permis à Montpellier de revendiquer également cette distinction. Au XVIIIe siècle la monarchie a clairement favorisé Montpellier, une ville alors plus petite et avec moins de légitimité historique que Toulouse, mais également avec moins d'autorités locales autonomes tels que le Parlement et le capitoulat susceptibles de contrarier le pouvoir royal.

## Étymologie

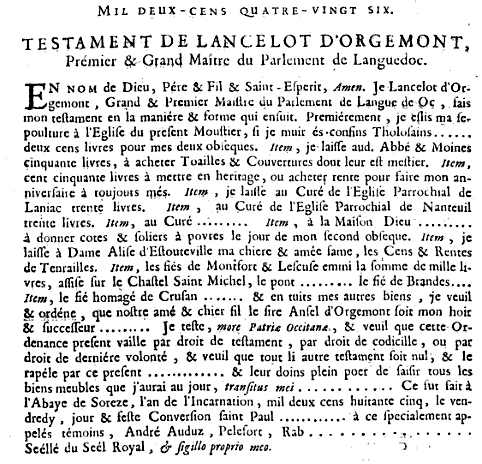
Testament de Lancelot d'Orgemont, 1286. Premier président du Parlement de Langue de Oc, il déclare faire son testament selon la coutume de l'Occitanie, mores patriæ occitanæ. L'installation d'un véritable Parlement à Toulouse en 1273 présidé par un certain Lancelot d'Orgemont est contestée'. L'original du document présenté ici pourrait dater du XVe siècle.

Le territoire s'est d'abord nommé Langue d'oc, nom féminin en français et lingua occitana, en latin (le mot languedoc est ensuite devenu masculin). Ce nom n'apparaît pas dans les sources avant la dernière décennie du XIIIe siècle et ne devient d'usage courant qu'à la fin du XIVe siècle.
Il tient son nom de la langue occitane, où oc signifie oui.

## Histoire
Le Languedoc correspond en grande partie à la région originelle des peuples celtiques appelés Volques. Ce territoire devient la Narbonnaise première à la suite de la conquête romaine puis, plus tard, la Septimanie. Les Wisigoths, qui s'y installent au Ve siècle à la suite du fœdus passé avec Rome, lui donnent le nom de provincia Galliæ ou Gallia. Les Francs, quant à eux, nomment ce territoire
Gothie. Au VIIIe siècle les Sarrasins l'occupent un temps, mais ils en sont chassés par Charles Martel, Pépin le Bref et Charlemagne. Le Languedoc forme dès lors, sous la domination des Francs, le marquisat de Gothie qui devient bientôt indépendant ; il se confond au Xe siècle avec le comté de Toulouse. À la suite de la croisade contre les albigeois, Amaury VI de Montfort, à qui le comté avait été dévolu, le cède au roi de France Louis VIII, et cette cession est confirmée en 1229 par un traité entre Raymond VII de Toulouse et Saint Louis (Louis IX de France).

«Septimanie ou Gothie et Occitanie aujourd'huy LANGUEDOC» à l'époque mérovingienne. Description de l'Univers d'Allain Manesson-Mallet, 1683.

### Préhistoire et Antiquité
Au cours de la Préhistoire, seules les Causses au nord du Languedoc ont été peuplés et exploités, la plaine du Languedoc étant un lieu de paludisme. Au Néolithique, on trouve dans ces montagnes cévenoles une population de bergers qui, au Chalcolithique, ont laissé leurs traces sous forme de stèles sculptées représentant des guerriers portant un couteau triangulaire.

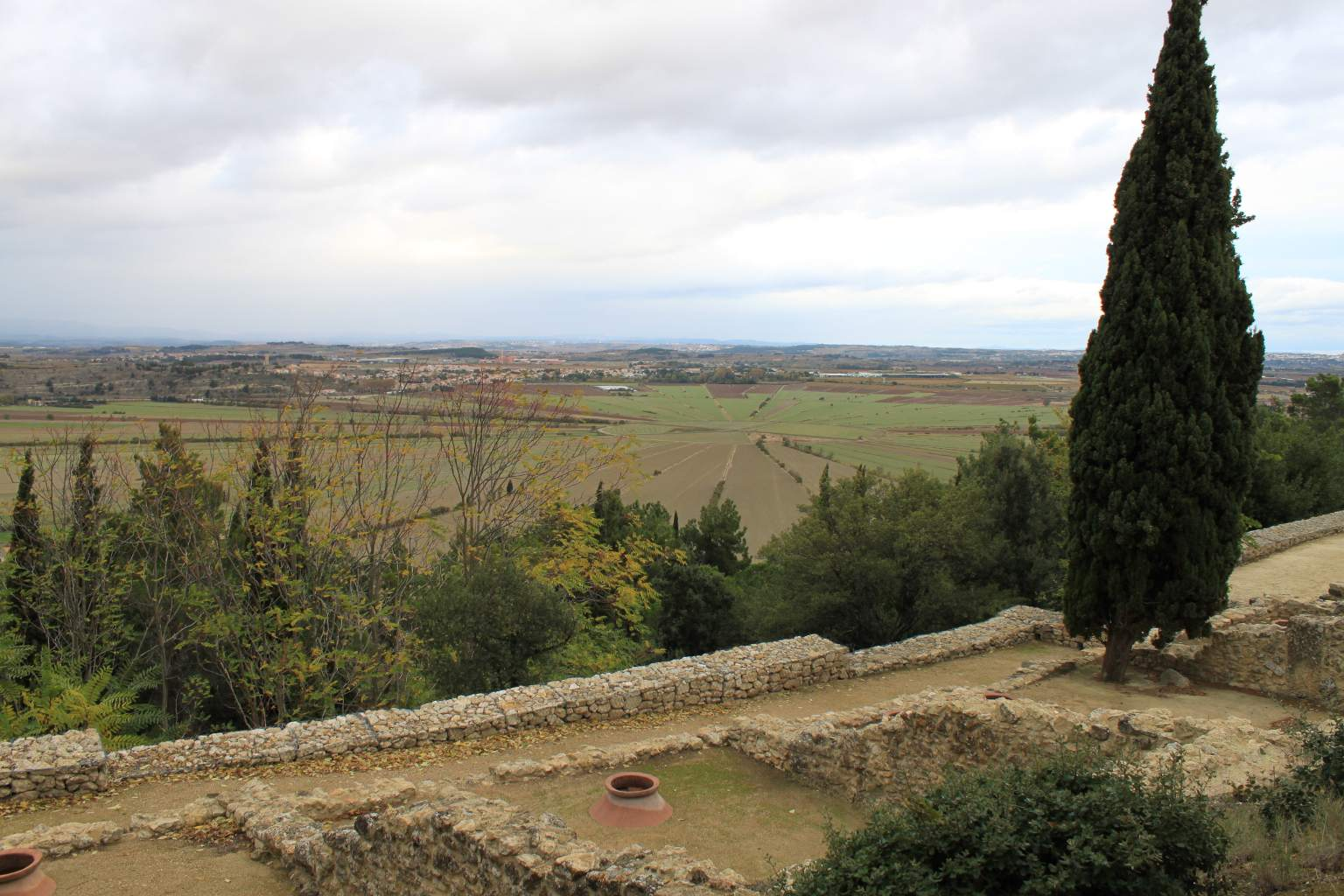
Vestiges de loppidum d'Ensérune.

À l'âge du fer, la région est occupée par des populations ibériques qui fondent l'oppidum d'Ensérune et mettent en valeur la région avoisinante. Vers la fin du IIIe siècle av. J.-C. un rassemblement migratoire celtique, les Volques, impose sa colonisation dans les territoires contigus à l'est et à l'ouest de cette première colonie ibérique. Ils fondent pour capitales, à l'ouest Toulouse et à l'est Nîmes (Volques Tectosages, Volques Arécomiques vers le Gard). L'on assiste à une première structuration du territoire.
Les armées carthaginoises, parties à la conquête de l'Italie, traversent la région qui est alors sous la domination d'un prince arverne, lequel leur donne des guides pour traverser les Alpes au nord de la province, entre Rhône et Alpes, déjà occupée par le Romain Cnaeus Domitius Ahenobarbus (fin IIe siècle av. J.-C.). L'invasion volque avait donc inscrit complètement la région dans la civilisation celtique.
Les marins grecs avaient fondé une colonie à Agde et leurs légendes assimilaient la région aux Champs Élysées, où Héraclès, parti à la conquête des pommes d'or du jardin des Hespérides, avait rencontré et épousé la nymphe Galatée, d'où les habitants, Galates ou Gaulois, tireraient leur nom (on retrouve le nom d'Élysées dans la cité voisine d'Elusa en Aquitaine).
Ils pactisèrent avec les Romains dès le IIe siècle av. J.-C. alors que la région est parcourue par les légions romaines. Ensérune est abandonnée comme capitale militaire pour une ville nouvelle, Narbonne, créée pour pacifier la province et qui, un siècle plus tard, devient à son tour la capitale de la Narbonnaise. L'axe routier est-ouest existant est pavé et relié au réseau romain : c'est la via Domitia, reliant Rome à l'une des principales villes d'Espagne : Tarragone.
Au IVe siècle, la région est christianisée par saint Sernin.

### Le royaume wisigothique

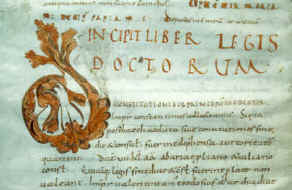
Manuscrit du Bréviaire d'Alaric conservé à la Bibliothèque du Patrimoine de Clermont Auvergne Métropole à Clermont-Ferrand (Auvergne, France), Xe siècle.

Au début du Ve siècle, le Languedoc subit les invasions vandales. Quelques années plus tard, les Wisigoths devinrent maîtres de la région, après que les Romains leur eurent donné l'Aquitaine et la Narbonnaise au titre de confédérés. Le royaume wisigoth occupa bientôt le tiers sud de la Gaule, puis l'Espagne. Toulouse joue le rôle de capitale et vit un petit siècle d'or au Ve siècle, avant que l'aristocratie wisigothe ne se replie sur Tolède. De cette période, seuls subsistent le mythe de la Reine Pédauque, l'église de la Daurade et le palais des rois wisigoths.
Contrairement à d'autres envahisseurs, les Wisigoths ne firent pas table rase des institutions et entretinrent la continuité du droit romain, synthétisant un droit romano-germanique (Bréviaire d'Alaric). La persistance du droit romain positif permettra la continuité d'un haut degré de civilisation. Le Languedoc bénéficiera ainsi d'un droit féodal atténué qui permettra l'émergence d'une bourgeoisie de Cité. Le Toulousain Cujas enseignera au XVIe siècle avec éloquence ce vieux fil de droit romain.

### Formation du Languedoc
Les Wisigoths sont ariens, comme la plupart des peuples de l'Empire romain à cette époque. Les relations de Clovis avec la papauté trinitaire fournissent des arguments aux Francs pour prétendre annexer la région au VIe siècle. S'ensuit une longue période trouble où la région est dispersée. La Septimanie, les alentours de Narbonne, reste sous domination wisigothe et a des relations paisibles avec les musulmans. Ces derniers finissent par conquérir une partie de la région en 719, ce qui donne son prétexte à l'expédition punitive de Charles Martel en 737, qui ravage la Septimanie et la Provence (batailles d'Avignon de la Berre, de Nîmes et siège de Narbonne).
Charlemagne lègue Toulouse à l'un de ses fils, Louis, sous le titre de royaume d'Aquitaine en 778, avec tout le Sud, du Rhône à l'océan Atlantique, en vue de fédérer la reconquête hispanique. L'administration de cet immense territoire est confiée aux comtes de Toulouse.
La dynastie des comtes de Toulouse, ducs de Narbonne n'aura de cesse de repousser les Maures et de reconquérir les territoires perdus pour reconstituer la Narbonnaise. De cette compétition féodale naîtra le Languedoc, de la Garonne au Rhône, de Toulouse à Saint-Gilles.
Raimond IV, dit Raimond de Saint Gilles (1042-1115) augmente sa principauté, par mariage et par héritage, du comté de Rouergue, de Nîmes, de Narbonne, du Gévaudan, d'Agde, de Béziers et d'Uzès. Il est l'un des principaux acteurs de la première croisade en prenant part à la prise de Jérusalem (1099), et il fonde le comté de Tripoli (Liban) en 1102. De ce contact avec l'Orient naîtra une véritable civilisation dite aujourd'hui « occitane », des troubadours, de l'amour courtois.
Mais ses fils et successeurs ne parviennent pas à maintenir leur autorité dans le Languedoc et, s'ils restent suzerains, l'autorité revient à différents nobles :
- vicomtes d'Agde
- vicomtes de Béziers
- vicomtes de Carcassonne
- seigneurs de Montpellier
- vicomtes de Narbonne
- vicomtes de Nîmes

Quatre de ces vicomtés (Agde, Béziers, Carcassonne et Nîmes) sont tenus par la maison Trencavel, qui possède en outre la vicomté d'Albi. Petit à petit, le sud de la région passe sous la suzeraineté du comte de Barcelone, également roi d'Aragon, qui devient par mariage comte de Gévaudan et seigneur de Montpellier.

### Hérésie cathare et annexion au domaine royal

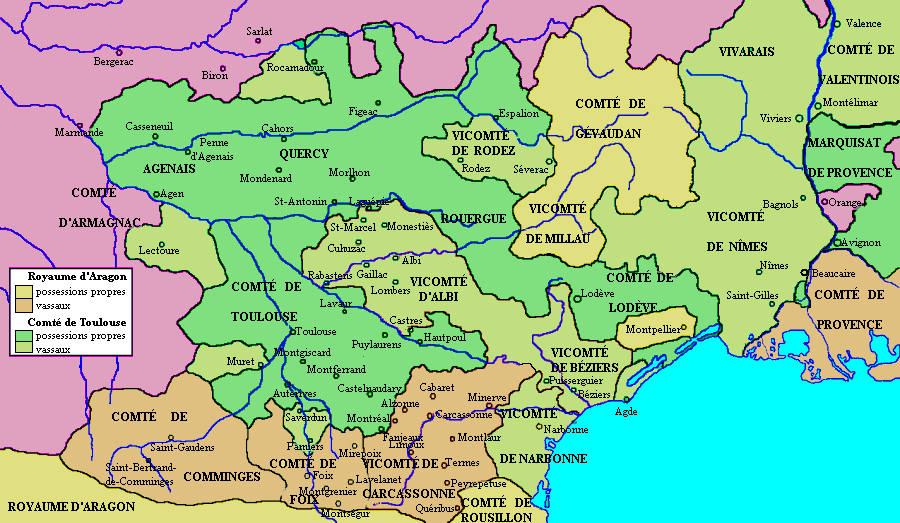
Comtés du Languedoc en 1209, avant le début de la croisade des barons.

Ce foisonnement va laisser apparaître et prospérer le dualisme de l'hérésie cathare, réprimée à partir du XIIe siècle par l'Église catholique. L'ordre mendiant des frères prêcheurs est créé à Toulouse par saint Dominique pour donner un nouvel élan à la vraie foi, face à l'hérésie. Pour témoigner de cette renaissance, les reliques de saint Thomas d’Aquin sont exposées à Toulouse en l’église des Jacobins, magnifique témoignage d'architecture gothique languedocienne. La croisade prêchée par le pape Innocent III pour lutter contre l'hérésie donne au roi de France l'opportunité d'annexer les régions méridionales :
- Bataille de Muret (12 septembre 1213) ;
- Toulouse est assiégé par Simon de Montfort et prise en 1215 ;
- Le dernier foyer cathare, Montségur, tombe en 1244.

En 1229, Alphonse de Poitiers, fils de Louis VIII de France et frère de Louis IX de France, hérite du comté de Toulouse en se mariant avec Jeanne, la fille du comte de Toulouse Raymond VII. À la mort de Jeanne, sans enfants, la région est administrée pour le compte du roi de France en trois sénéchaussées : Toulouse, Carcassonne et Beaucaire. Plus tard, le Languedoc est administré en deux généralités : Montpellier et Toulouse. L'intendant siégeait à Montpellier et le Parlement à Toulouse. En 1271, le comté de Toulouse est finalement réuni au domaine royal, par Philippe le Hardi.
De là naît le Languedoc royal qui persiste jusqu'à la Révolution française (1789). Il conserve ses coutumes, sa langue et une administration spécifique. Ce Languedoc historique correspond à l'ancien comté de Toulouse et incorpore le Vivarais, le Velay, le Gévaudan.
La fin de la croisade et l'annexion au domaine royal ne mettent pas fin aux "petites guerres" qui sévissent de façon endémique : on en compte peut-être une vingtaine en Languedoc et Auvergne entre 1250 et 1270, certaines liées à la rivalité entre les rois de France et d'Aragon, d'autres relevant de la faide (vendetta) entre maisons seigneuriales ; des petits bourgs comme Gaja-la-Selve et Mirepoix, des seigneuries ecclésiastiques comme l'abbaye de Lézat ou celle de Gaillac peuvent figurer parmi les belligérants.

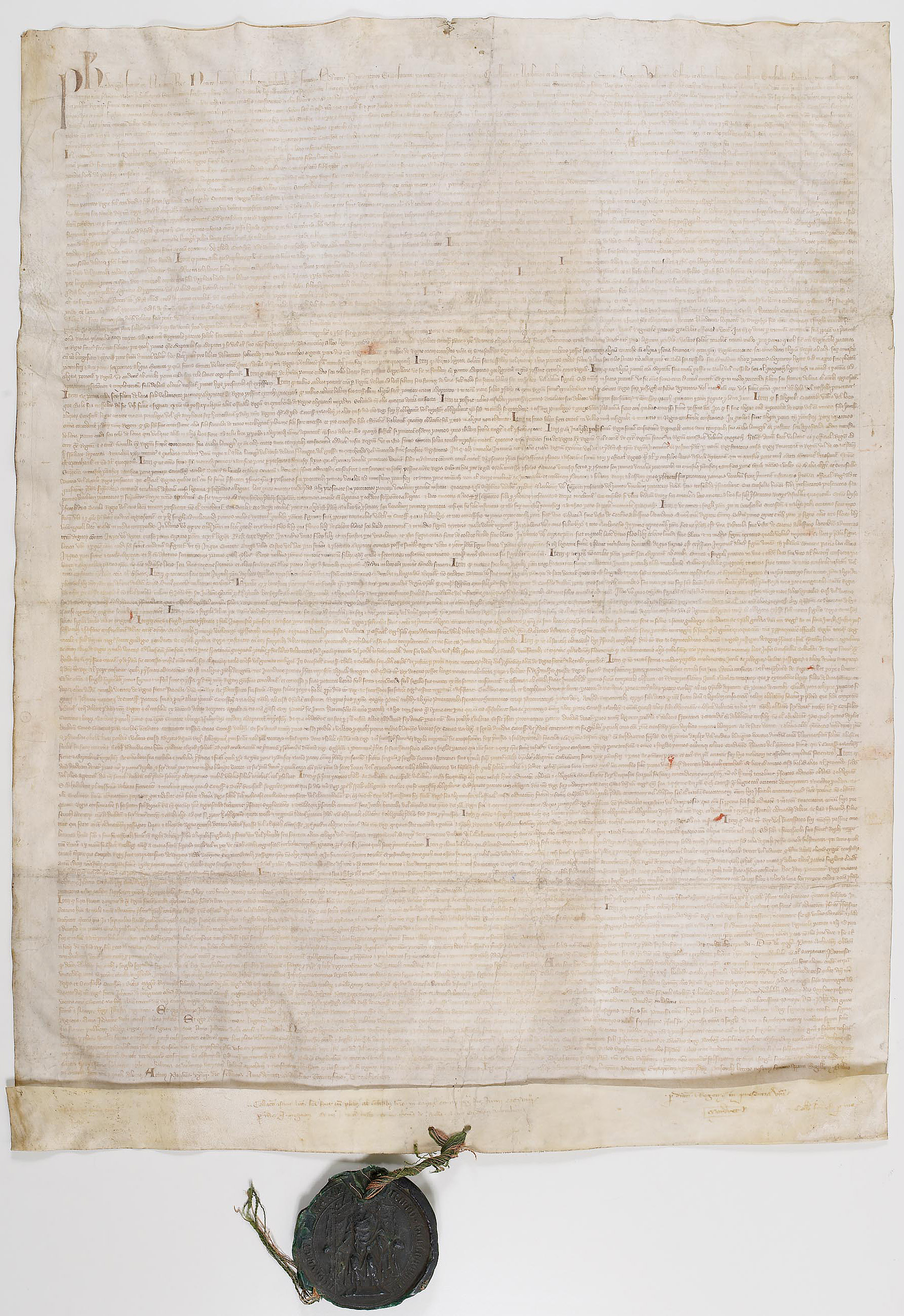
Ordonnance du roi de France, Philippe V le Long, sur la fabrication et l’exportation des draps et tissus en Languedoc, 24 février 1318. Archives nationales de France.

Le Languedoc, une des premières grandes provinces rattachées à la couronne, perd son autonomie immédiate, tout en voyant naître quelques décennies plus tard, en 1346, un organe politique d'importance dans la vie de la province, qui jouera un rôle notable dans la relation qu'entretiendra le Languedoc, en tant que pays d'états, avec le roi et le pouvoir central : les états de Languedoc [dont il est possible de visualiser la gravure d'une séance solennelle en note]. La province de Languedoc va influencer profondément par sa culture latine, directement issue de sa langue d'Oc, une France royale encore marquée par son héritage culturel germanique.
La province a été garante de la cohésion du territoire royal, dans les périodes les plus troubles comme la guerre de Cent Ans où elle repousse la domination anglaise en Aquitaine, comme devant les pressions du Saint-Empire romain germanique, sur les rives du Rhône, qu'elle contient.
Le territoire sous contrôle des états de Languedoc s'est ensuite progressivement réduit à l'ancienne province du Languedoc. L'an 1359 marque un « tournant décisif » dans l'histoire de la province : comme Henri Gilles l'a établi en 1965 dans sa monographie sur les États de Languedoc au XVe siècle, c'est en 1359 que les bonnes villes des trois sénéchaussées de Beaucaire, Carcassonne et Toulouse, concluent entre elles une « union perpétuelle », puis exigent des officiers royaux d'être « convoquées ensemble », et non plus séparément, par sénéchaussée. Vers la fin du XIVe siècle, le pays des trois sénéchaussées, auquel le nom de Languedoc allait être réservé, désigne les deux sénéchaussées de Beaucaire-Nîmes et de Carcassonne et la partie occidentale de celle de Toulouse, conservée au traité de Brétigny. Le pays de Foix, qui relève de la sénéchaussée de Carcassonne jusqu'en 1333 puis de celle de Toulouse, cesse d'appartenir au Languedoc[réf. nécessaire]. En 1469, le Languedoc est amputé de presque toute la partie de la sénéchaussée de Toulouse située sur la rive gauche de la Garonne : le roi Louis XI détache les deux jugeries de Rivière (Montréjeau) et de Verdun (auj. Verdun-sur-Garonne) de la sénéchaussée toulousaine pour les incorporer au duché de Guyenne, apanagé à son frère, le prince Charles ; en contrepartie, le roi incorpore au Languedoc quelques communautés d'habitants du diocèse de Comminges, situées sur la rive droite de la Garonne, connues comme le Petit-Comminges. En 1779, Louis XVI incorpore au Languedoc le comté de Caraman.
1346 : création des états de Languedoc ;
1348 : épidémie de peste dans tout le Midi ;
v. 1420 : un printemps le prix des grains flambe.
1443 : création du Parlement de Toulouse ; compétence juridique sur l'étendue de la région Occitanie (Roussillon excepté), du département d'Ardèche et des environs du Puy-en-Velay.

### Époque moderne

#### Histoire
XVIe siècle : la réforme protestante et les guerres de Religion ;
1620-1622 : lors de la première rébellion huguenote, la région souffre énormément des troupes royales de Louis XIII venues pacifier la région ;
1627-1629 : nouvelle prise d’armes des protestants du Languedoc. La répression est dirigée par le prince de Condé et le duc d’Épernon qui détruisent les récoltes, massacrent les protestants et procèdent à des dragonnades ;
1666–1688 : creusement du canal royal du Languedoc ou canal du Midi, reliant Toulouse à Sète, par Pierre-Paul Riquet.
Au XVIIIe siècle, l'intendance du Languedoc couvre deux généralités : Montpellier et Toulouse.
En 1790-1791, lors de la création des départements, l'intendance du Languedoc donne naissance aux départements de l'Ardèche, du Gard, de l'Hérault, de l'Aude, du Tarn, de la Lozère, d'une grande partie de la Haute-Loire et de la Haute-Garonne, et d'une petite partie de l'Ariège et des Pyrénées-Orientales (Fenouillèdes).

#### Statut administratif
Sur le plan administratif, la province du Languedoc était un pays d'états qui conserva, jusqu'à la Révolution française, ses états provinciaux — les états de Languedoc — et était divisée en diocèses civils. C'était un pays de taille réelle, un pays de petite gabelle et, en matière de traites, une des provinces réputées étrangères. C'était aussi un gouvernement militaire — le gouvernement de Languedoc — et une intendance — l'intendance de Languedoc — comprenant deux généralités — la généralité de Montpellier et celle de Toulouse. Aujourd'hui, le territoire de l'ancienne province de Languedoc correspond principalement à la région française d'Occitanie, mais il intègre aussi des parties de la région Auvergne-Rhône-Alpes, avec l'Ardèche, et une partie de la Haute-Loire.
Le Languedoc disposait d'une relative autonomie grâce à ses États — sorte de parlement régional — relativement indépendant du roi de France. 
L'historienne Arlette Jouanna écrit au sujet des Ėtats du Languedoc :
Et pourtant, une longue fréquentation des délibérations ne peut manquer d’impressionner par le sérieux de l’information qui les nourrit, par l’effort des commissions, malgré les errements signalés plus haut, pour ménager les deniers publics, pour stimuler le commerce et pour procurer du travail aux ouvriers. Les Ėtats manifestent jusqu’au bout un indéniable souci du bien public. L’administration languedocienne apparaît comme une formidable machine bien rodée, qui dispose face au Roi d’un redoutable pouvoir de discussion ; elle est bien dans la province le relais de l’autorité royale, mais un relais ayant des traditions d’autonomie administrative, doué du pouvoir de délibération et de consentement et dont la susceptibilité doit être ménagée. Le transfert par le Roi de responsabilités nouvelles aux États s’est fait au terme de négociations parfois difficiles, révélant une certaine méfiance de part et d’autre. En Languedoc, la décentralisation a plutôt été la reconnaissance par le Roi d’un état de fait, dont il a tiré parti tout en tentant de le contrôler avec plus ou moins d’efficacité.

## Citations
« Ce Languedoc était [au XIIe siècle] le vrai mélange des peuples, la vraie Babel. Placé au coude de la grande route de France, d'Espagne et d'Italie, il présentait une singulière fusion de sang ibérien, gallique et romain, sarrasin et gothique. Ces éléments divers y formaient de dures oppositions. Là devait avoir lieu le grand combat des croyances et des races. Quelles croyances ? Je dirais volontiers toutes. Ceux mêmes qui les combattirent, n'y surent rien distinguer, et ne trouvèrent d'autre moyen de désigner ces fils de la confusion, que par le nom d'une ville : Albigeois.
L'élément sémitique, juif et arabe, était fort en Languedoc. Narbonne avait été longtemps la capitale des Sarrasins en France. Les Juifs étaient innombrables. Maltraités, mais pourtant soufferts, ils florissaient à Carcassonne, à Montpellier, à Nîmes; leurs rabbins y tenaient des écoles publiques. Ils formaient le lien entre les chrétiens et les mahométans, entre la France et l'Espagne. Les sciences, applicables aux besoins matériels, médecine et mathématiques, étaient l'étude commune aux hommes des trois religions. Montpellier était plus lié avec Salerne et Cordoue qu'avec Rome. Un commerce actif associait tous ces peuples, rapprochés plus que séparés par la mer. […] Ces nobles du Midi étaient des gens d'esprit qui savaient bien la plupart que penser de leur noblesse. Il n'y en avait guère qui, en remontant un peu, ne rencontrassent dans leur généalogie quelque grand-mère sarrasine ou juive. Nous avons déjà vu qu'Eudes, l'ancien duc d'Aquitaine, l'adversaire de Charles Martel, avait donné sa fille à un émir sarrasin. Dans les romans carolingiens, les chevaliers chrétiens épousent sans scrupule leur belle libératrice, la fille du sultan. »

— Jules Michelet, Histoire de France, Chamerot, 1861, t. 2, p. 335

#### Articles
- Jouanna, Arlette. « Un pouvoir provincial : les États de Languedoc ». L’invention de la décentralisation, édité par Roger Baury et Marie-Laure Legay, Presses universitaires du Septentrion, 2009, https://doi.org/10.4000/books.septentrion.40977.
- Stéphane Durand, « La territorialisation de l’action des états de Languedoc (XVIIe-XVIIIe siècles) », Siècles [En ligne], 30 | 2009, mis en ligne le 19 octobre 2012, consulté le 18 juillet 2024. URL : http://journals.openedition.org/siecles/213 ; DOI : https://doi.org/10.4000/siecles.213